# Suche Familie!
Suche Familie! ist eine seit dem 31. Juli 2006 bei RTL II ausgestrahlte deutsche und an das Frauentausch-Prinzip angelehnte Doku-Soap, in der pro Sendung zwei Familien einem Senior bzw. einer Seniorin vorgestellt werden. Für eine dieser Familien muss er bzw. sie sich am Ende entscheiden.

## Inhalt
Ein Opa oder eine Oma wird für einige Tage jeweils bei einer Familie leben und betrachtet die Lebensgewohnheiten. In der Sendung wird beispielsweise gezeigt, wie die Familien mit dem Opa bzw. mit der Oma klarkommen und ob sie ihn/sie in das Familiengeschehen miteinbeziehen.
Am Ende erhält die Familie, für die sich der Senior oder die Seniorin nicht entschieden hat, eine Videobotschaft; bei der anderen Familie steht er/sie dann vor der Haustür.

## Sonstiges
Die Doku-Soap war Ende Januar 2007 für den Grimme-Preis in der Kategorie Unterhaltung nominiert.